# Václav Švejda
Václav Švejda (9. srpna 1921 Kročehlavy – ?) byl český záložník a fotbalový útočník. V Archivu bezpečnostních složek České republiky je veden jako agent Státní bezpečnosti pod krycím jménem „Jelínek“.

## Hráčská kariéra
V československé lize hrál za Ocelárny/SONP Kladno, aniž by skóroval.

### Prvoligová bilance
| Ročník         | Zápasy | Góly | Minuty | Klub                 |
| -------------- | ------ | ---- | ------ | -------------------- |
| I. liga 1948   | –      | 0    | –      | Ocelárny/SONP Kladno |
| CELKEM I. LIGA | –      | 0    | –      |                      |